# Jack Duthoit
John Duthoit (4 tháng 11 năm 1918 – 2001) là một cầu thủ bóng đá người Anh thi đấu ở vị trí hậu vệ ở Football League cho York City, ở bóng đá non-league cho Carlton United và Boston United và đầu quân cho Leeds United mà không có một lần ra sân ở giải vô địch.